# 3-Metylopentan
3-Metylopentan, C6H14 – organiczny związek chemiczny z grupy alkanów. Jeden z izomerów heksanu. Ma on przyłączoną grupę metylową do trzeciego atomu węgla w łańcuchu.